# Svatopluk Ier
Pour les articles homonymes, voir Svatopluk.

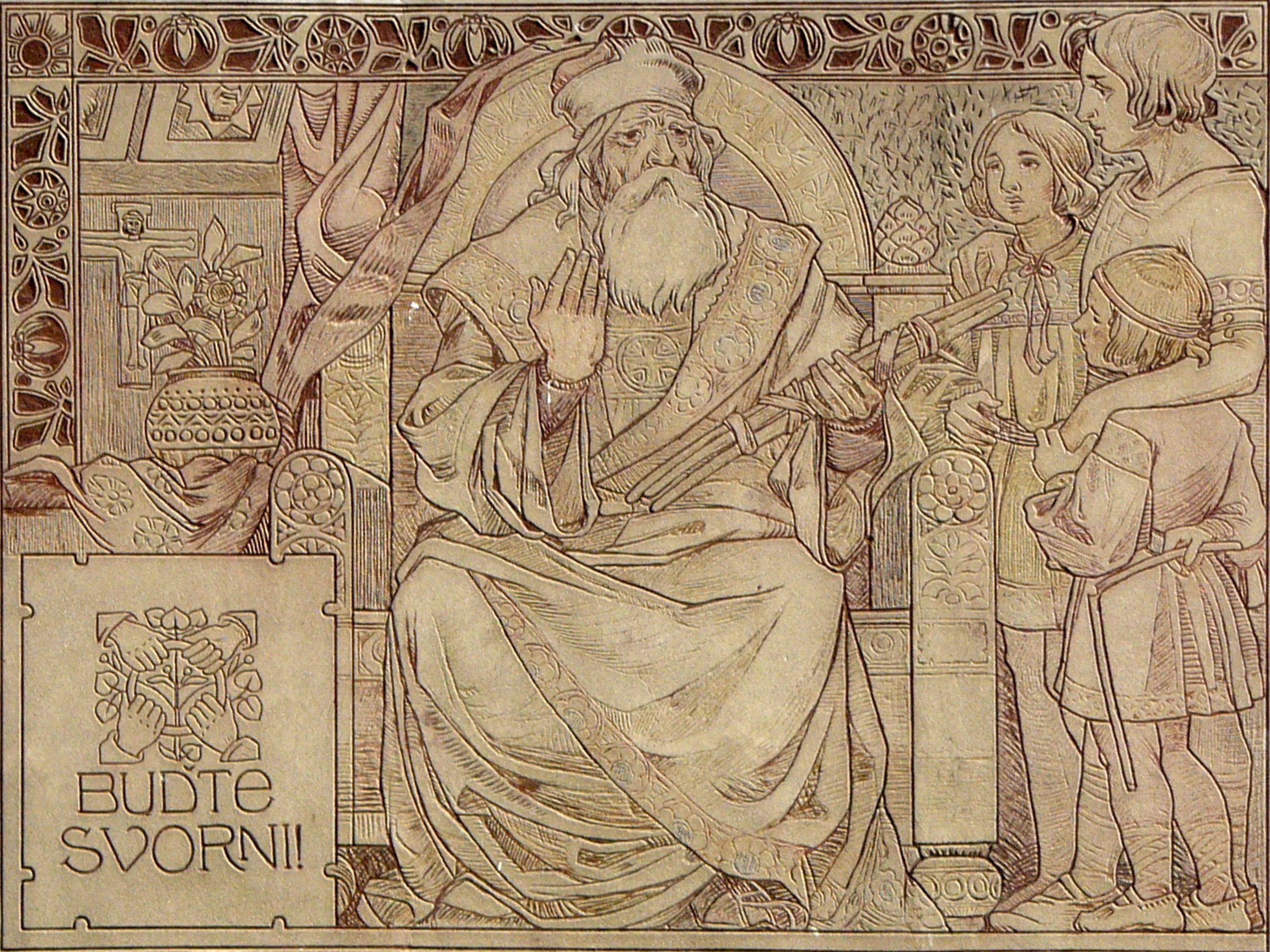
Svatopluk Ier et ses trois enfants (1900-1901)

Svatopluk de Nitra est le souverain de la Grande-Moravie de 870 à 894.
À la suite de troubles, il détrône son oncle Rastislav de Nitra, qu'il livre aux Francs, qui exigeaient sa reddition en échange de la paix. En Francie, Rastislav est jugé par l'assemblée de Ratisbonne qui le condamne à mort. Louis le Germanique commue la peine et le fait aveugler puis jeter en prison où il meurt.
Svatopluk se maria avec Anne l'Omourtagiote, fille du tsar Boris Ier de Bulgarie et de sa femme Maria, nouant ainsi alliance avec le Premier Empire bulgare. Ainsi sécurisé au Sud-Est, il agrandit le territoire de la Grande-Moravie au Nord-Ouest en fédérant la Bohême et la Nitrie en 874 (c'est pourquoi les Tchèques et les Slovaques le considèrent comme un précurseur de leurs États), prend partiellement le contrôle des pays miniers et forestiers entre la Moravie et l'Empire Bulgare (Marmatie, Biharie) et dispute aux Polonais la Silésie, et aux Francs leur marche orientale de Misnie et la Blatnozérie (« marche de Pannonie »). Sous son règne, le pape Jean VIII crée la province ecclésiastique de Grande-Moravie dont Méthode devient le premier archevêque en 880.
Après la mort de Svatopluk en 894, ses fils Mojmír II et Svatopluk II se querellent pour le trône, alors que l'existence même de la Grande-Moravie est menacée par l'arrivée des Magyars.

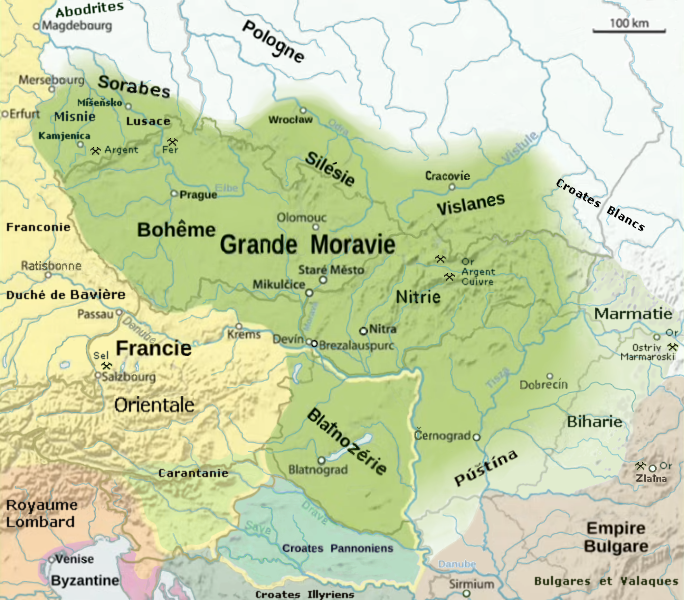
La Grande Moravie sous le règne de Svatopluk Ier

## Hommages
Un astéroïde, (11014) Svätopluk, porte son nom.

## Sources
- Francis Conte, Les Slaves, Bibliothèque de l'Évolution de l'Humanité, Albin Michel, 1996, p. 91-96.
- (en) Nora Berend, Przemyslaw Urbanczyk et Przemislaw Wiszewski, Central Europa in the High Middle Ages, Bohemia-Hungary and Poland c.900-c.1300, Cambridge, Cambridge University Press, 2013, 546 p. (ISBN 978-0-521-78695-9), p. 58-59, 73, 75-76, 85

1. ↑  Eric Joseph Goldberg Struggle for empire : kingship and conflict under Louis the German, 817-876 Cornell University Press, 2006  (ISBN 080143890X et 9780801438905)
2. ↑  Gyula Kristó : Histoire de la Hongrie Médiévale : tome I Le Temps des Arpadiens, Presses universitaires de Rennes, 2000,  (ISBN 978-2-86847-533-6)